# 曉麗
曉麗（英語：Hiu Lai，代號J30）是香港觀塘區議會下轄的選區，1999年設立，2023年取消，末任區議員為曉麗新動力幹事張敏峯。

## 範圍
選區位於秀茂坪南部，包括曉光街沿路的樓宇，包括曉光閣、曉明閣、曉華大廈、富華閣，以居屋曉麗苑為主，故以曉麗為選區命名，與其相連的選區有秀茂坪北、秀茂坪南、翠屏、寶樂以及協康，投票站因應人口分佈而設有兩個，分別位於曉麗苑內的路德會陳蒙恩幼稚園及宣道會秀茂坪陳李詠貞幼稚園。

## 沿革
九十年代開始秀茂坪邨逐步重建，當中第1-17座範圍重建後成為居屋曉麗苑，並於1997年入伙。本區所屬的位置在1994年區議會選舉劃為秀茂坪III，代號為J12。
1999年區議會選舉，以曉麗苑及曉光街上的私人住宅樓宇劃為曉麗選區，由九龍社團聯會支持的蘇麗珍和民主黨蘇家豪爭奪議席，最終蘇麗珍以2,965票擊敗取得1,858票的蘇家豪而勝出。2003年區議會選舉，議席由蘇麗珍和盧燕芬爭奪，最終蘇麗珍以七成得票的3,819票的全港最多得票女候選人身份勝出。
2007年區議會選舉，尋求連任的蘇麗珍再次參選，對手李港生。最終蘇以七成得票的3,257票成功連任。2011年區議會選舉，議席由蘇李二人再次爭奪。最終蘇麗珍以六成半得票的3,210票數擊敗取得1,677票的李港生勝出，然而傳媒掲發蘇氏隱瞞其建制派身份。2013年九龍東建制派無黨籍區議員組織成創建力量，蘇麗珍亦有加入。
2015年區議會選舉，創建力量蘇麗珍對上泛民區選聯盟的馮國強，結果蘇氏以六成得票當選。
2019年區議會選舉，因應選區順序改變，代號由J13轉到J30，曉麗新動力幹事張敏峯挑戰資深區議員蘇麗珍，結果取得高達六成票選擊敗蘇麗珍當選。2021年7月，因應政府計劃追討協助民主派初選區議員的酬金津貼傳聞所帶動的區議員辭職潮中，張氏辭去區議員職務。